# Медвеже Вушко
Медве́же Вушко — село в Україні, в Агрономічній сільській громаді Вінницького району Вінницької області.

## Географія
Село Медвеже Вушко розміщене на рівнині правого берега річки Південний Буг. Від обласного центру міста Вінниці до села Медвеже Вушко — 12 кілометрів. Селом протікає Безіменна річка, ліва притока Рівця.

## Етимологія назви
Походження назви села достеменно невідоме. Але існують легенди, які переходять від покоління в покоління. З давніх-давен люди розповідають, що на території, де утворилось село, росла лікарська рослина, яка називалась «медвеже вушко» (по лікарському «толокнянка»).
Інша легенда про те, що колись на місці, де розміщене село, росли ліси і болота, а в цих лісах водились ведмеді. Поміщик зі своїми друзями пішли на полювання. Ведмедя загнали у болото і побачили, що він тоне. Мисливці почали тягнути його за вуха і відірвали йому одне вухо. Тому село дістало назву Медвеже Вухо.

## Історія

### Трипільська культура
У селі виявлено поселення трипільської культури. Пам'ятка розташована поблизу села.

### Село у XVII-ХІХ столітті
Перша згадка про село належить до часів народно-визвольної боротьби українського народу проти польських загарбників у XVII столітті. Збереглися документи, у яких записано, що 9 липня 1779 року декан Іоан Романович посвятив с. Медвеже Вухо на Медвеже Вушко. В той час мешканці села були греко-католиками.
Землі села спочатку належали Вінницькому староству, потім вони перейшли у володіння графу Миколі Грохольському.
Пізніше село перейшло у володіння царської казни Російської імперії. Жителі села були звільнені від зазіхань поміщиків, але платили податки царю. Селяни займались землеробством і скотарством, окрема частина займалась кам'яними та теслярськими роботами. До реформи 1861 року майже всі угіддя (75 десятин) належали Браїловському монастирю, церкві. За даними 1900 року в Медвежому Вушку проживало 1562 мешканці.

### Радянська окупація
У 1920 році село окуповане червоною армією, і у селі встановлена радянська влада. В 1921 році затверджений статут сільськогосподарського товариства «Об'єднання робітників і селян». В цьому ж році село належало до Вінницької губернії Юзвинської волості.
В 1922 році в Медвежому Вушку були відкриті навчальні і культурно-просвітницькі заклади: артистичний гурток, хата-читальня. В 1923 році відкриті дитячі ясла на 20 дітей. В 1928 році було засноване садово-городньо-пасічникове кооперативне товариство «Червоний садок», буряково-кооперативне товариство села. У 1929—1930 роках був утворений колгосп імені Дзержинського. Основною спеціалізацією якого було землеробство і скотарство.

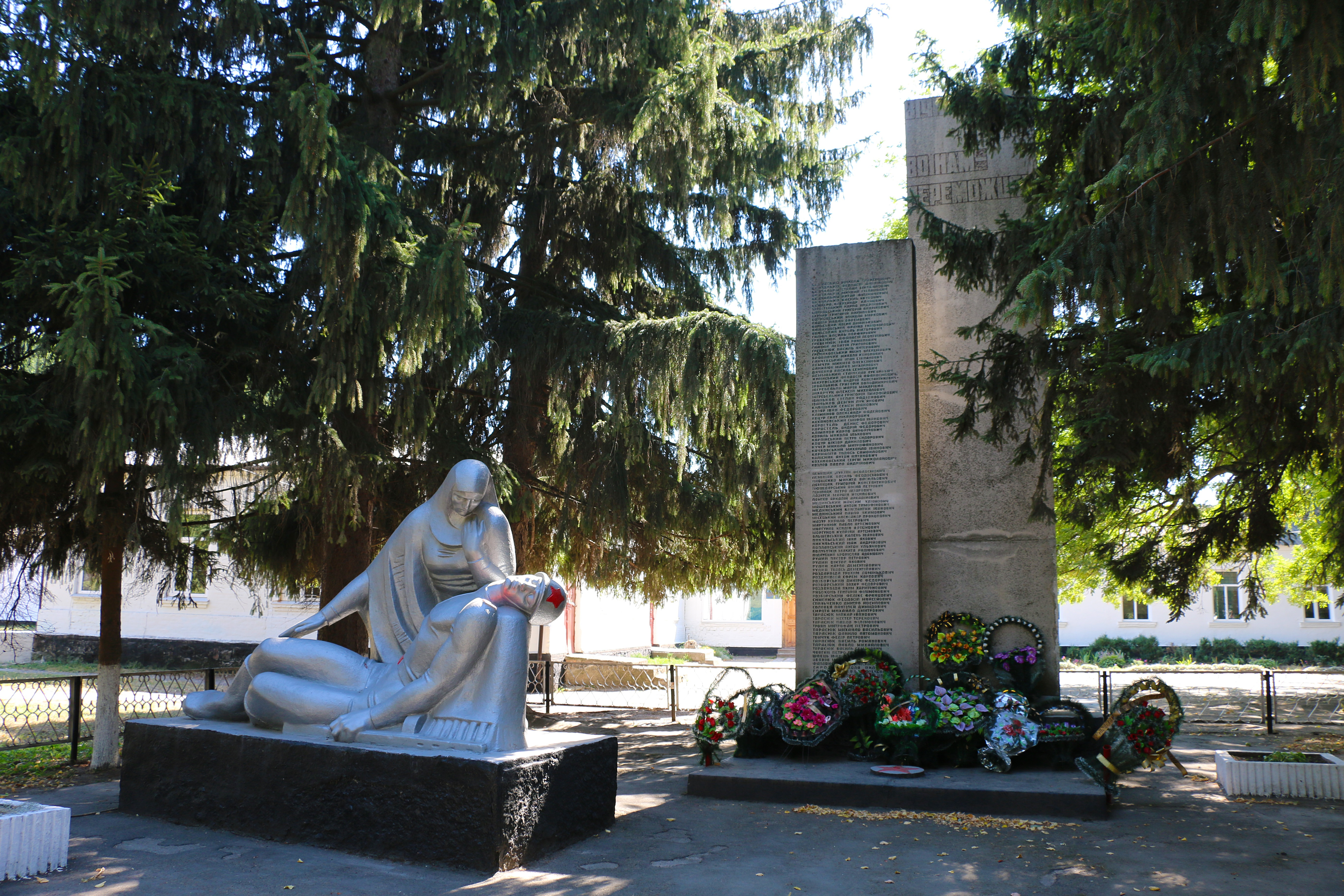
Пам'ятник воїнам-односельчанам

З 22 липня 1941 по 20 березня 1944 року село Медвеже Вушко було зайняте німецькими військами. На території села бої не проходили.
В 1950 році заснований радгосп імені Петровського. В селі займалися садівництвом, скотарством, землеробством. У 1969 році була заснована Подільська дослідна станція садівництва, яка займалась вирощуванням плодово-ягідних культур та виведенням нових сортів. Населення села складало 1840 осіб. 

### Часи незалежності
В наш час функціонує школа, сільська рада, будинок культури, пошта, медичний пункт, відділення Нової пошти, перукарня.

## Населення

### Мова
Розподіл населення за рідною мовою за даними перепису 2001 року:
| Мова            | Кількість | Відсоток |
| --------------- | --------- | -------- |
| українська      | 1707      | 97.38%   |
| російська       | 42        | 2.40%    |
| білоруська      | 2         | 0.10%    |
| румунська       | 1         | 0.06%    |
| інші/не вказали | 1         | 0.06%    |
| Усього          | 1753      | 100%     |

## Наука

### Інституту садівництва НААНУ
З 1930 року функціонує ДП ДГ Подільська дослідна станція Інституту садівництва НААНУ. Займається добором вітчизняних та інтродукованих сортів зерняткових та кісточкових культур, адаптованих до умов центрального регіону України. Інститут розробляє технологій вирощування скороплідних інтенсивних насаджень яблуні та утримує базову колекцію генетичних ресурсів яблуні. Загалом в інституті і дослідній мережі створено великий генофонд плодових і ягідних культур, який налічує понад 3 тис. сортів.
В результаті багаторічної наукової діяльності працівників інституту та його наукової мережі створено близько 300 сортів плодових і ягідних культур, що вирощувались в Україні та СРСР; розроблені та впроваджені у виробництво сучасні технології вирощування насаджень плодових і ягідних насаджень.

## Економіка
В селі працюють магазини та сільськогосподарські підприємства.

### Поділля ПЛАНТ
З 2002 року працює спільне українсько-голландське сільськогосподарське підприємство «Поділля ПЛАНТ», де забезпечені роботою більшість жителів села. «Поділля ПЛАНТ» виробляє та реалізує безвірусний посадковий матеріал полуниці, яка розмножується в Україні. Продукція компанії має сертифікат європейського зразка, підтверджений інститутом НАКТуінбау (Нідерланди). Також підприємство вирощує та реалізує саджанці яблуні.

## Відомі уродженці
- Задворний Анатолій Павлович (1953) — український художник;
- Шипович Іван Омелянович (1857—1936) — подільський краєзнавець, священик, педагог.